# 滠口站
滠口站是一个京广铁路上的铁路车站，位于湖北省武汉市黄陂区滠口街道，建于1898年，目前为二等站，邮政编码为432211。目前客运：办理旅客乘降；行李、包裹托运；货运：办理整车、零担货物发到；不办理危险货物发到。
滠口站为武汉铁路枢纽重要车站之一，位于武汉北站、武汉站、汉口站三站之间，有京广线、滠武线、汉丹线、合武线、武麻线的客货运列车在站并线运行。车站共有4条正线（2条京广正线、2条滠武正线），可同时向6个站场（武汉北Ⅲ、Ⅳ场、横店站、丹水池站、香炉山工业站、武汉站）14个方向办理接发列车作业。车站货场位于站场西侧，内有3条到发线、4条货物线，另有货场牵出线和货场上行联络线各1股。车站货场通过上行联络线、货场联络线分别从南北两端并入滠口站，另还设有联络线连接滠武铁路和武汉北站。